# Клюн Іван Васильович
Іван Васильович Клюн (справжнє прізвище — Клюнков; 20 серпня (1 вересня) 1873, село Великі Гірки (Володимирська губернія) — 13 грудня 1943, Москва) — російський художник і теоретик мистецтва, майстер російського авангарду першої половини XX століття.

## Біографія
Народився в сім'ї теслі в селі Великі Горки у Володимирській губернії. 1881 року разом з усією родиною переїхав до Києва. 1890 року переїхав у Польське князівство, що перебувало у складі Росії.
Початкову художню освіту здобув у Варшаві та Києві (одночасно обіймав посаду бухгалтера) в 1890-х роках.
1898 року переїхав до Москви. На початку 1900-х відвідував московські приватні студії: Федора Рерберга, В. Фішера, Іллі Машкова.
Найважливішим моментом його біографії була зустріч у 1907 році з Казимиром Малевичем, який дуже вплинув на подальший розвиток художника, ввів його до мистецьких кіл українського авангарду. Це, однак, не завадило Клюну в 1910 році стати членом товариства «Московський салон» (1916 року він вийшов з товариства), яке займалось переважно організацією виставок.

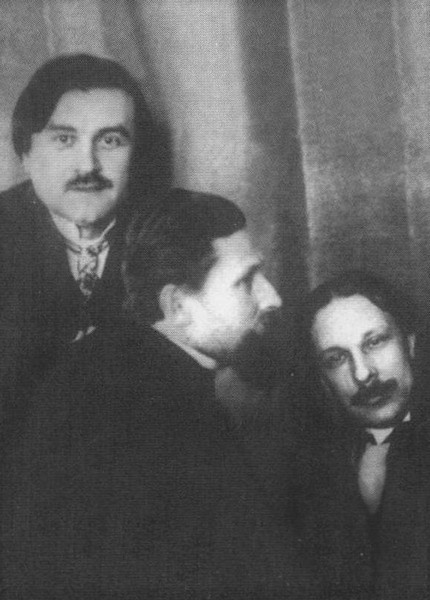
февралісти («ложкарі») Казимир Малевич, Іван Клюн, Олексій Моргунов (зліва направо). Москва, 1 березня 1914

У 1900-х, подібно до Малевича, працює в традиціях символізму і модерну (безсумнівно під впливом Михайла Врубеля, Віктора Борисова-Мусатова, Дмитра Міліоті). 1913 року завдяки Малевичу зближується з петербурзьким авангардом в особі членів «Союзу молоді» і бере участь в їх останній виставці (1913/1914). Як і Малевич, захоплюється в цей час кубофутуризмом, малювальним і скульптурним (останнім, ймовірно, під впливом Володимира Татліна), бере участь у всіх авангардних виставках.
1915 року бере участь у створенні буклету Олексія Кручоних «Таємні вади академіків» (М., 1916): йому належать літографія і стаття «Примітив у 20 столітті». Спрямована проти символізму і декадентства, ця книга стала останньою даниною Клюна футуризму. 1915 року, вже як послідовник малевичевського супрематизму бере участь у останній футуристичній виставці картин «0,10», публікує в її каталозі маніфест. Відтоді починається період безпредметної творчості. 1916 року бере участь у групі «Супремус», яку очолював Малевич, і в її однойменному неопублікованому журналі. Разом з іншими художниками-супрематистами співпрацює з кустарними артілями в селах Вербівка і Скопці. Цей період його творчості є одним з найяскравіших у його житті.
Від 1918 до 1921 року — професор ГСХМ-Вхутемасу, від 1920 — член Інхуку (Інститут художньої культури), а від 1921 — член-кореспондент ГАХН.
До середини 1920-х триває період безпредметної творчості — Клюн створює колірні конструкції з геометричних форм. У другій половині 1920-х починається захоплення французьким мистецтвом — він копіює з журналів твори Пабло Пікассо, Жоржа Брака, Хуана Гріса. Але особливо його приваблює А. Озанфан: аж до середини 1930-х створює натюрморти в дусі пуризму.
Член Осту (від 1925), «4-х мистецтв» (1925–1927) і ВРП (від 1927).
На початку 30-х років, як і більшість радянських художників, змушений був перейти до традиційно-фігуративного живопису, який не приніс йому успіху.
З кінця 1930-х років Клюн несподівано почав малювати натюрморти й пейзажі реалістичного характеру, щедро роздаровуючи їх знайомим.

## Маніфест супрематизму, виданий з нагоди відкриття виставки «0,10»
До нас скульптура була засобом відтворення предметів. Скульптурного мистецтва не було, а було мистецтво скульптури. Лише ми цілком усвідомили принцип: Мистецтво як самоціль. Мікель Анджело виліпив з мармуру прекрасного Давида. Але з точки зору скульптури цей твір дріб'язковий. У ньому є краса юнака, але зовсім немає краси скульптури. Наша скульптура є чисте мистецтво, вільне від жодних сурогатів, в ній немає змісту, а є тільки форма. 

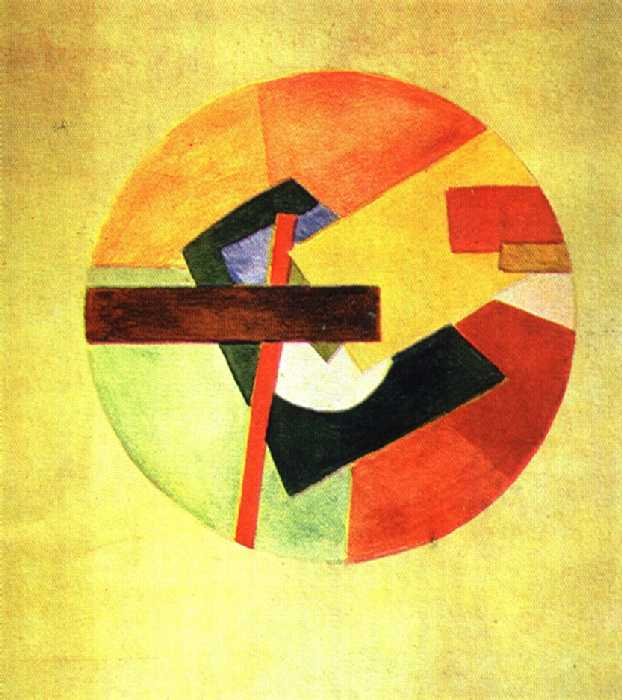
І. В. Клюн «Супрематичний малюнок». 1920-і.